# Токмак (річка)
Токма́к (місцева назва — Токма́чка) — річка в Україні, в межах Бердянського та Пологівського районів Запорізької області. Ліва і найбільша притока річки Молочної (басейн Азовського моря).

## Опис та розташування
Довжина річки Токмак разом з Молочною становить 197 км. Витоки розташовані на північний схід від села Верхній Токмак. Тече спершу на південний захід, далі — на північний захід, захід і південний захід. На північ від міста Молочанська зливається з річкою Чінгул, даючи витік річці Молочна. 
Основні притоки: Сисикулак, Каїнкулак, Бандурка (праві).
На берегах річки Токмак розташовані місто Токмак, смт Чернігівка та декілька сіл. 

## Цікавий факт
- Одні географічні довідники називають річку Токмак верхньою частиною Молочної, інші вважають Молочну — нижньою течією Токмака, ще інші називають її окремою річкою — лівою притокою Молочної.